# Crown Peak
Crown Peak är en bergstopp i Antarktis. Den ligger i Västantarktis. Argentina, Chile och Storbritannien gör anspråk på området. Toppen på Crown Peak är 1 185 meter över havet, eller 413 meter över den omgivande terrängen. Bredden vid basen är 3,0 km.
Terrängen runt Crown Peak är huvudsakligen lite bergig. Trakten är obefolkad. Det finns inga samhällen i närheten.